# ماریچیکا تساران
ماریچیکا تساران (انگلیسی: Maricica Țăran؛ زادهٔ ۴ ژانویه ۱۹۶۲) قایقران روئینگ اهل رومانی بود.
وی در مسابقات کشوری و بین‌المللی در مجموع برندهٔ ۱ مدال طلا، ۱ مدال نقره، ۲ مدال برنز شده‌است.